# Christina Gustafsson
Christina Gustafsson, född 19 januari 1970 i Värmskog, är en svensk sångerska.
Efter studier på Birkagårdens Folkhögskola flyttade hon till New York för att studera jazzsång och komposition. Christina Gustafsson utbildade sig 1994–1996 vid The New School for Jazz and Contemporary Music för bland andra Janet Lawson och Reggie Workman. Hon tog examen 1996. Gustafsson studerade sedan till sång/improvisationspedagog på Kungliga Musikhögskolan i Stockholm 1996–1998 och gick även musikerpåbyggnad 1998–1999.
Under åren i New York träffade hon de musiker med vilka hon kom att bilda Christina Gustafsson Quartet, sin första jazzkvartett. Bandet spelade på jazzklubbar på Manhattan. Några av de svenska musiker som Christina Gustafsson mötte i New York flyttade tillbaka till Sverige och bildade Gustafssons svenska kvintett 1996.
Debutalbumet Moments Free (Prophone) gavs ut 2007. Albumet, som producerades av Gustafsson tillsammans med Magnus Lindgren, bestod med ett undantag av egna kompositioner.
Gustafsson gav ut sitt andra album My Move (Prophone) i april 2009. Albumet bestod till stor del av egna kompositioner. Gustafsson samarbetade med textförfattare som Cecilia Åse, Helena Davidsson och Stefan Danielsson. Gustafsson producerade albumet tillsammans med Pål Svenre.
Det tredje albumet, The Law of the Lady (Prophone), kom 2012.
Gustafsson ger regelbundet konserter och undervisar även inom jazz-, pop- och vismusik med särskilt fokus på improvisation. Sedan år 2000 är hon anställd som sångpedagog vid Södra Latins gymnasium i Stockholm. Hon är ansvarig för sångutbildningen vid Scandinavian Jazz and Blues Academy samt arrangerar workshops och masterklasser.

## Priser och utmärkelser
- 2007 – SKAP-stipendium
- 2012 – Anita O'Day-priset [1]
- 2014 – Stipendium från Anders Lindströms stiftelse
- 2016 – Lions kulturpris

## Diskografi
- 2007 – Moments Free (Prophone, PCD 086)
- 2009 – My Move (Prophone, PCD 099)
- 2012 – The Law of the Lady (Prophone, PCD 134)